# قائمة أفلام 2022
هناك أفلام مجدولة للعرض في عام 2022. أعلنت بعض الأفلام عن مواعيد طرحها لكنها لم تبدأ تصويرها بعد، بينما هناك أفلام أخرى قيد الإنتاج ولكن ليس لها تواريخ إطلاق محددة بعد.

## حفلات توزيع الجوائز المقررة
من المقرر أن يُقام حفل توزيع جوائز الأوسكار الرابع والتسعون في 27 فبراير 2022.